# Chalcura hemiglabra
Chalcura hemiglabra är en stekelart som först beskrevs av Girault 1940.  Chalcura hemiglabra ingår i släktet Chalcura och familjen Eucharitidae. Inga underarter finns listade i Catalogue of Life.